# Neue St.-Georgs-Kirche (Milbertshofen)

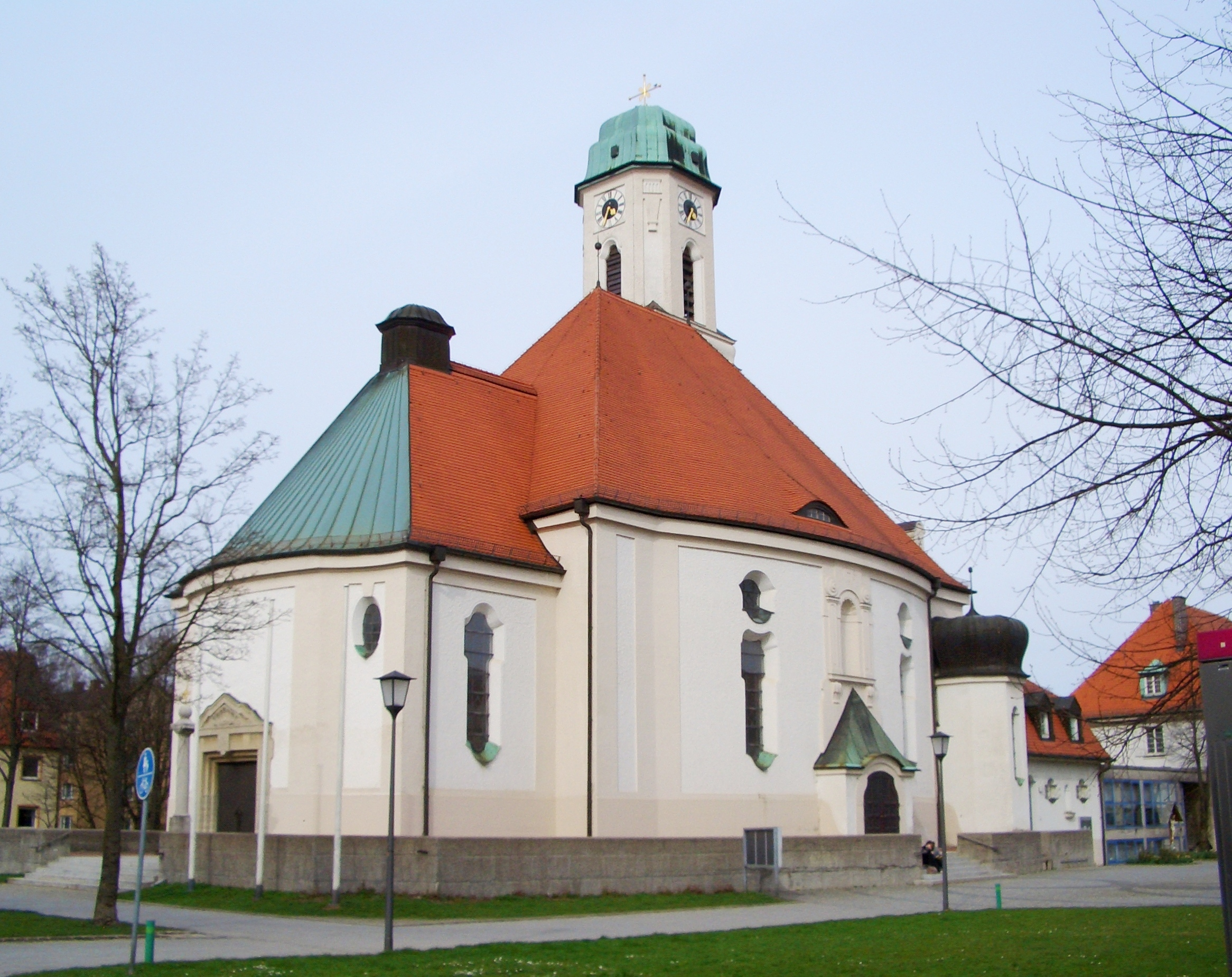
St. Georg von Südwesten

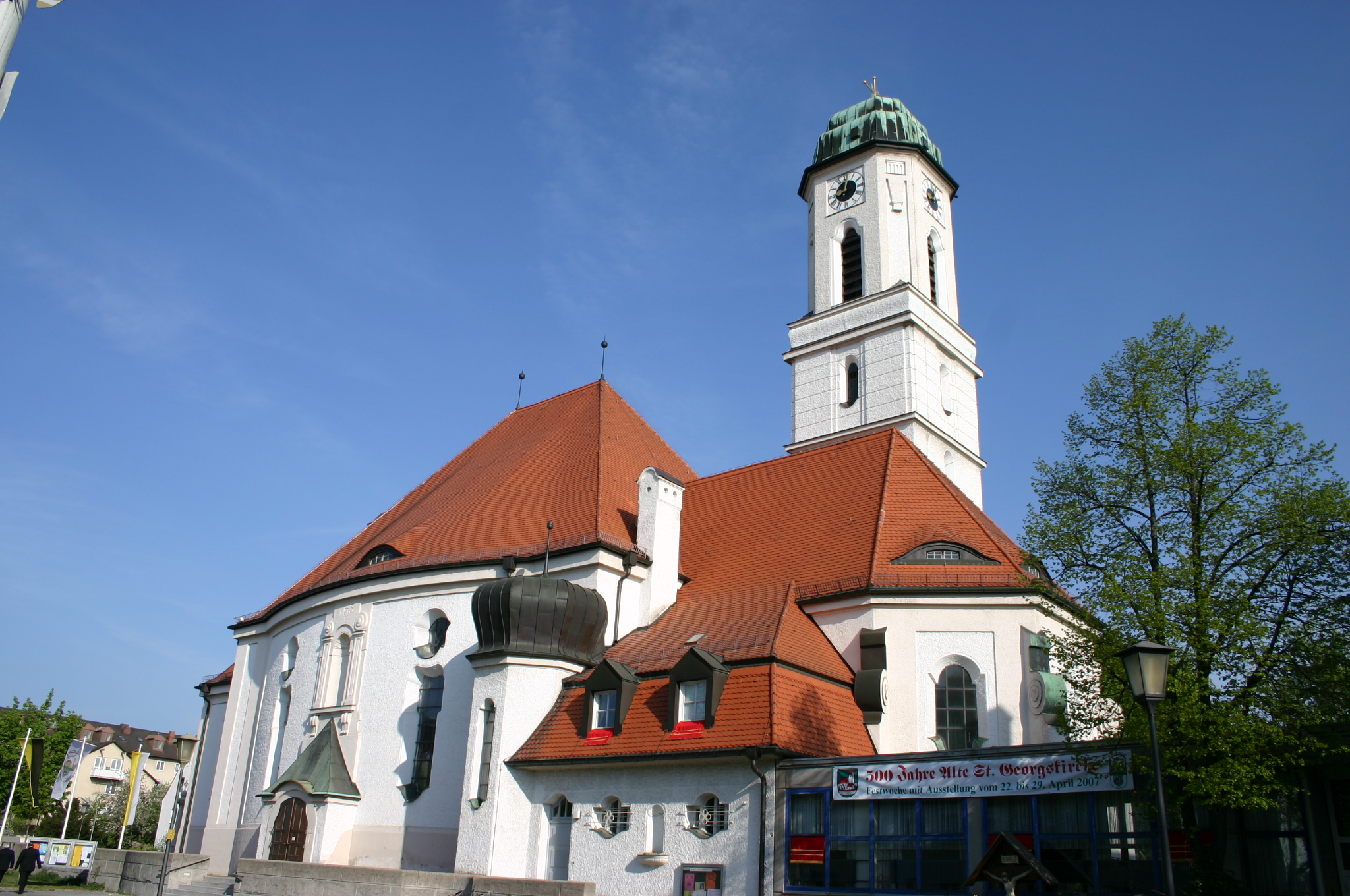

St. Georg ist ein neubarockes katholisches Kirchengebäude mit Elementen des Heimatstils, westlich der Schleißheimer Straße im Münchener Stadtteil Milbertshofen.

## Geschichte
Milbertshofen war jahrhundertelang lediglich eine Schwaige gewesen. Eine zur Schwaige gehörende Kirche wurde 1360 erstmals erwähnt. Reste der im frühen 16. Jahrhundert erbauten alten Georgskirche sind die einzigen verbliebenen Zeugen der Keimzelle Milbertshofens. Der Ort erweiterte sich erst ab dem Jahr 1800, als Kurfürst Max IV. Joseph das Gut an vier Bauern aus Waldsassen übergab.
Der erste Pfarrer der ab 1904 selbständigen Pfarrei St. Georg, Theodor Triebenbacher, setzte sich für einen Kirchenneubau ein; bereits 1905 wurde ein Wettbewerb ausgeschrieben. Bei den Gestaltungsvorgaben ging man davon aus, dass der Kirchturm als Wahrzeichen eines künftigen Münchner Stadtteils nicht hinter den bereits in anderen Stadtrandbezirken bestehenden Kirchen zurückstehen sollte, obgleich Milbertshofen erst 1913 – drei Jahre nach seiner eigenen Erhebung zur Stadt – nach München eingemeindet wurde. Erfolgreich aus dem Architektenwettbewerb ging der Entwurf eines neuromanischen Baus von Otho Orlando Kurz und Felix Graf von Courten hervor.
Nach dem Tode Triebenbachers 1908 wurde aus Kostengründen der neuromanische Entwurf verworfen und im Folgejahr ein kleinerer Bau in Auftrag gegeben. Der zur Ausführung gelangte neubarocke Entwurf von Otho Orlando Kurz und Eduard Herbert hatte bereits an einem Wettbewerb für einen Kirchenbau in Achdorf bei Landshut teilgenommen. Für eine Gemeinde von der Größe Milbertshofens stellte er ein Novum dar, da zu jener Zeit Neuromanik und Neugotik die im Kirchenbau bevorzugten Baustile waren.
Die Grundsteinlegung für die neue Kirche in Milbertshofen erfolgte 1909 – zu dieser Zeit hatte Milbertshofen etwa 4000 Einwohner. Am 28. April 1912 wurde St. Georg eingeweiht. Östlich wurde 1928 ein Pfarrhaus errichtet; das Pfarrheim von Otto Steidle verbindet seit 1972 Kirche und Pfarrhaus.
Bereits 1937 wurde der Innenraum der Kirche im Zuge der ersten Renovierung farblich umgestaltet. In den 1960er Jahren folgte eine weitergehende Umgestaltung, dabei wurde das im Zweiten Weltkrieg beschädigte Deckengemälde entfernt, außerdem der Hochaltar und die beiden Seitenaltäre – sie waren Werke von Karl Baur. Die neue Ausstattung stammte von Otfried Narewski, farbige Fenster im Chor von Josef Dering. St. Georg erhielt als Folge der Liturgiereform des zweiten Vatikanischen Konzils als erste römisch-katholische Kirche Münchens einen der Gemeinde zugewandten Volksaltar. Nach einer weiteren Umgestaltung Anfang der 1980er Jahre unter Max Faller wurde der gotische Flügelaltar aus der alten St.-Georgs-Kirche hinter dem Altartisch aufgestellt. Bei der bislang letzten Umgestaltung 2002 bis 2005 durch Thomas Hadersbeck und Scarlett Munding-Hadersbeck erhielt der Kirchenraum seine heutige Erscheinung. Der Kirchenraum als Ganzes wurde wieder näher an den Originalzustand von 1912 gebracht. Der gotische Georgsaltar befindet sich wieder in der alten St.-Georgs-Kirche, Schäden, die er an seinem zeitweiligen Standort erlitten hatte, sind behoben.

## Außenbau

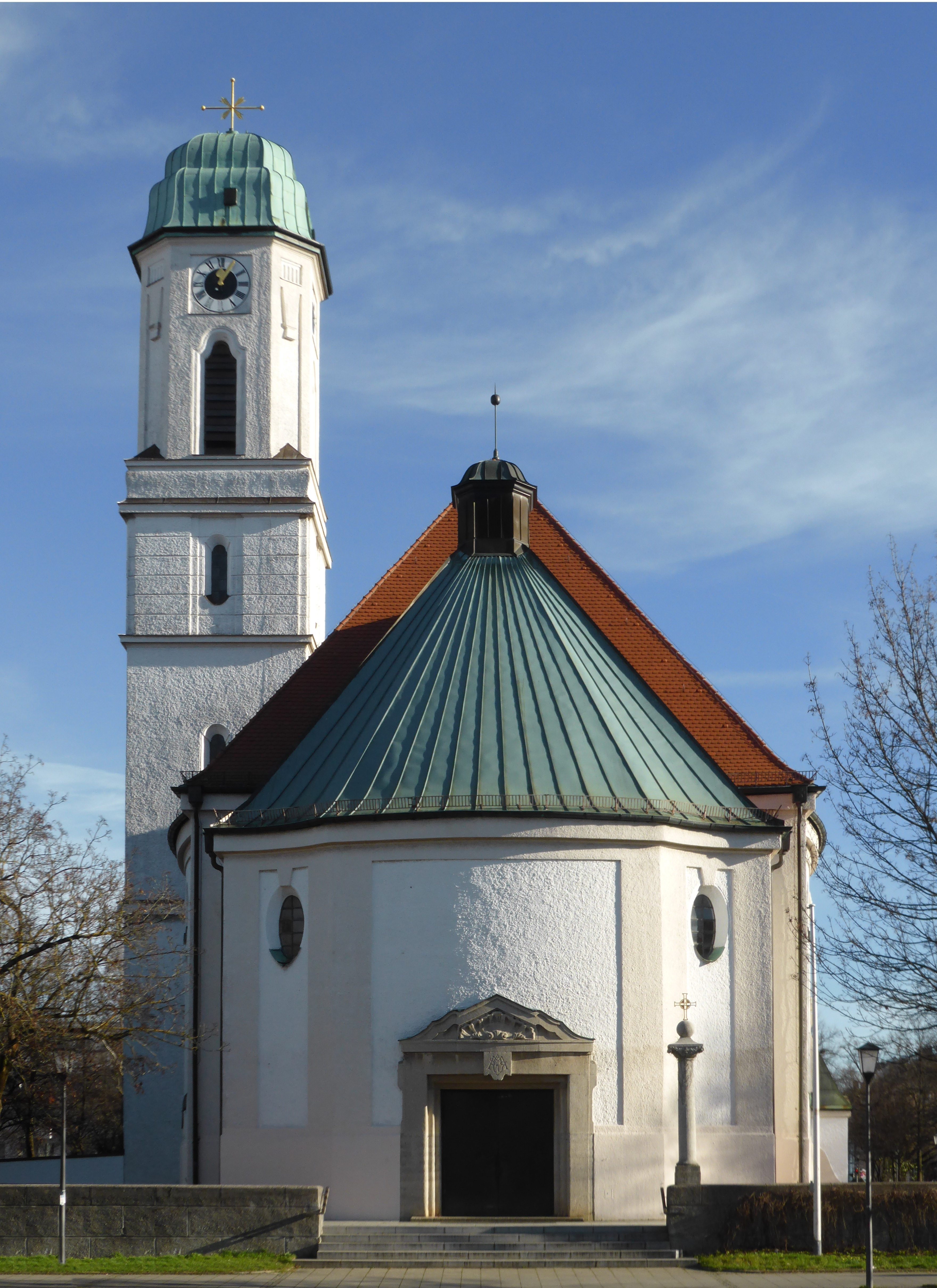
St. Georg von Westen

Die Georgskirche steht auf einem rechteckigen Platz einige hundert Meter südlich des ursprünglichen Milbertshofener Siedlungskerns. An drei Seiten umschließt eine Terrasse das Gebäude; zu den Eingängen an der West- und Südseite führen Treppenaufgänge. Die Außenmauern der Kirche sind ellipsenförmig geschwungen. Der Kirchenraum trägt ein hohes ziegelgedecktes Walmdach und ist auch von außen deutlich gegen die Eingangshalle im Westen und den niedrigeren eingezogenen polygonalen Chor im Osten abgehoben.
Südlich an den Chor grenzt die Sakristei. Gedeckt mit einem Mansarddach und mit einem Türmchen mit Zwiebelhaube als Treppenaufgang bietet sie einen malerisch-romantischen Eindruck im Sinne des Heimatstils und ist deutlich vom übrigen Gebäude abgehoben. An der Nordseite des Chores steht der viereckige Turm. Er ist reich gegliedert, im oberen Teil mit zum Achteck angeschrägten Ecken, und trägt ein zweifach gestuftes kupfernes Glockendach. An die Sakristei schließt sich das Pfarrheim an und bildet einen Übergang zum Pfarrhaus. Das Pfarrhaus von Friedrich Haindl aus dem Jahr 1928 ist im zurückhaltenden Heimatstil dem Kirchenbau angepasst, während das Pfarrheim von Otto Steidle im modernen Baustil der 1970er Jahre stark zu den übrigen Bauten kontrastiert.

## Innenraum

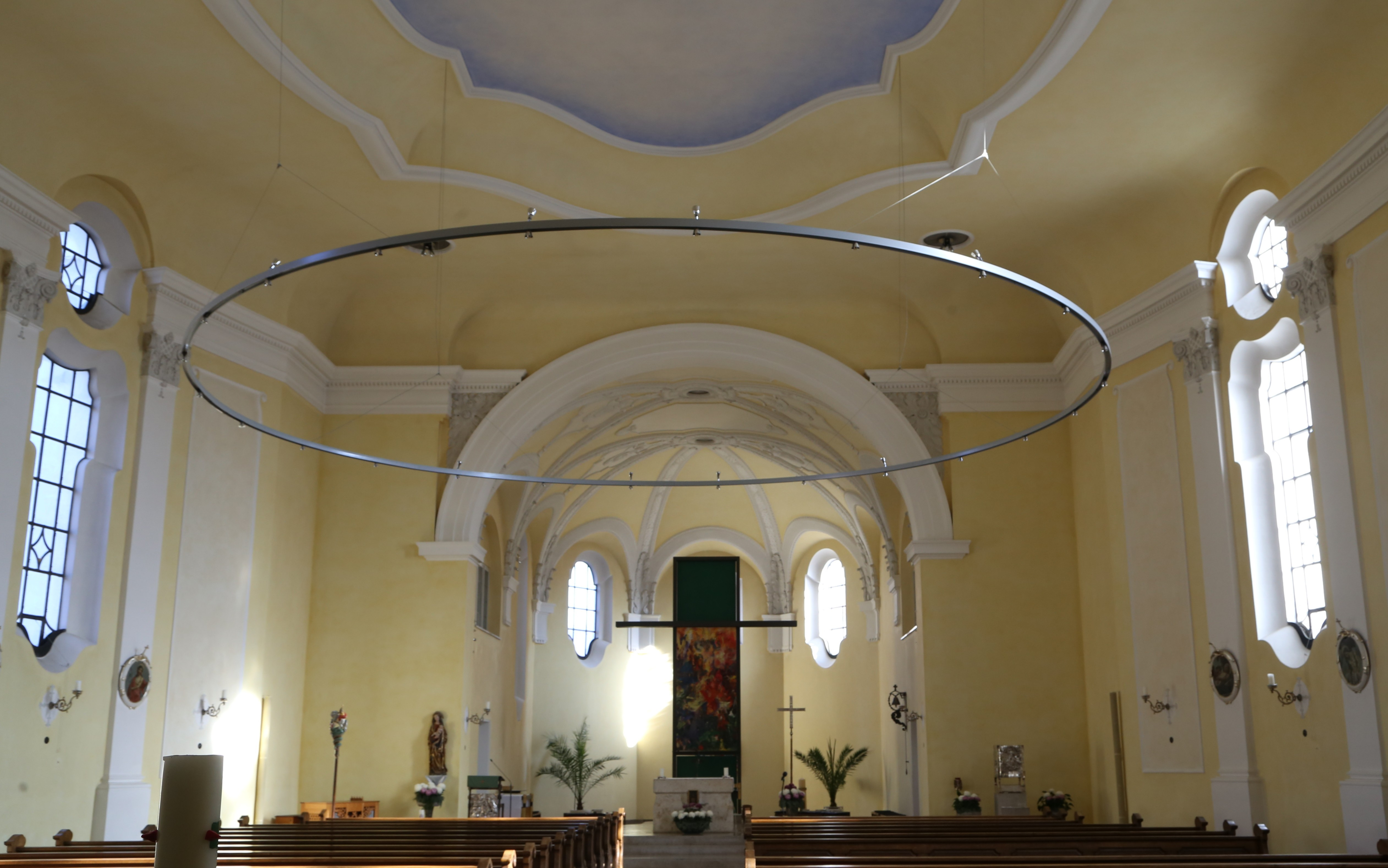
Innenansicht

Der große Kirchenraum mit elliptisch geschwungenen ockerfarbigen Seitenwänden ist durch weiße Lisenen und Gesimse gegliedert. An der Stelle des verlorenen Deckengemäldes – Hauptwerk des oberösterreichischen Malers Franz Reiter – wurde in Kontrast zur sonstigen ockeren Deckenfarbe ein zur Mitte hin heller werdender blauer Farbverlauf aufgetragen. Damit wurde einerseits die Farbgebung des verlorenen Bildes aufgegriffen, andererseits die Himmelsthematik neu interpretiert.
Die Kirche ist sehr zurückhaltend mit Ausstattungsstücken geschmückt. An der linken Seitenwand hängt eine Figur Johannes des Täufers; sie stammt von der verlorenen Kanzel der ursprünglichen Einrichtung. Auf der anderen Seite, über dem Seitenausgang, hängt ein großes Kruzifix. Der Altar und der Tabernakel sind Werke von Max Faller.
Auffälligstes Ausstattungsstück ist die variable Bilderwand von Dietrich Stalmann hinter dem Altar. Mit ausklappbaren und verschiebbaren Bildtafeln lässt sie sich vielfältig verändern, wobei kleinere farbige Tafeln eine Umgestaltung nach den Farben des Kirchenjahres ermöglichen. Die Bilderwand soll an die Form eines Flügelaltars erinnern – hinter den abstrakten Bildtafeln befinden sich Fotografien des Flügelaltars der alten Milbertshofener St.-Georgs-Kirche.

## Orgeln

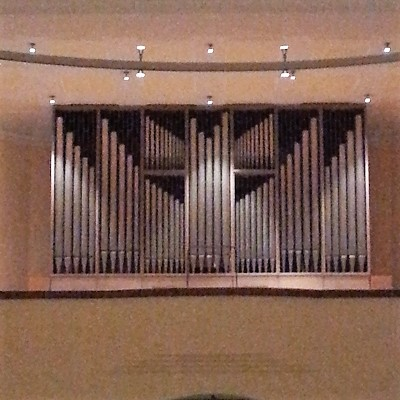
Hauptorgel

Die Kirche verfügt über zwei Orgeln: die große Hauptorgel auf der Westempore und eine transportable Truhenorgel. Die Hauptorgel mit Schleiflade und elektro-pneumatischer Spiel- und Registertraktur baute 1968 Wilhelm Stöberl. Sie verfügt über 22 Register auf zwei Manualen und Pedal mit folgender Disposition:
| I Hauptwerk C–g3 |       |
| Quintadena       | 16′   |
| Principal        | 8′    |
| Rohrflöte        | 8′    |
| Oktave           | 4′    |
| Hohlflöte        | 4′    |
| Gemshorn         | 2′    |
| Mixtur IV–V      | 1 ⁄3′ |
| Trompete         | 8′    |

| II Oberwerk C–g3 |       |
| Gedackt          | 8′    |
| Weidenpfeife     | 8′    |
| Nachthorn        | 4′    |
| Nasat            | 2 ⁄3′ |
| Principal        | 2′    |
| Kleinquinte      | 1 ⁄3′ |
| Scharf III–IV    |       |
| Dulcian          | 8′    |
| Tremulant        |       |

| Pedal C–f1    |       |
| Subbaß        | 16′   |
| Principal     | 8′    |
| Pommer        | 8′    |
| Choralbaß II  | 4′+2′ |
| Hintersatz IV | 2 ⁄3′ |
| Fagott        | 16′   |

- Koppeln: I/P
- Spielhilfen: 2 freie Kombinationen, 1 freie Pedalkombination, Tutti, Crescendowalze, Zungeneinzelabsteller

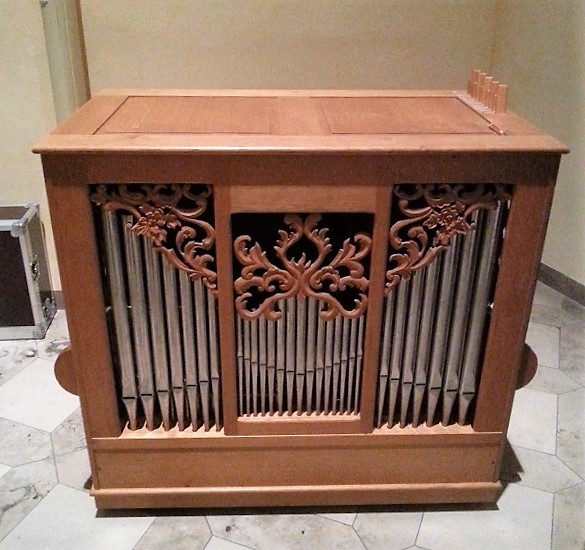
Truhenorgel

Frenger & Eder bauten im Jahr 1991 die pedallose Truhenorgel, die über drei geteilte und vier halbe (namenlose) Register verfügt. Die Disposition lautet wie folgt:
| I Manual C–f3 |        |
| B/D           | 8′     |
| B/D           | 4′     |
| B/D           | 2′     |
| D             | 2 ⁄3′  |
| B             | 1 ⁄3′  |
| D             | 1 3⁄5′ |
| B             | 1′     |